# AS-203

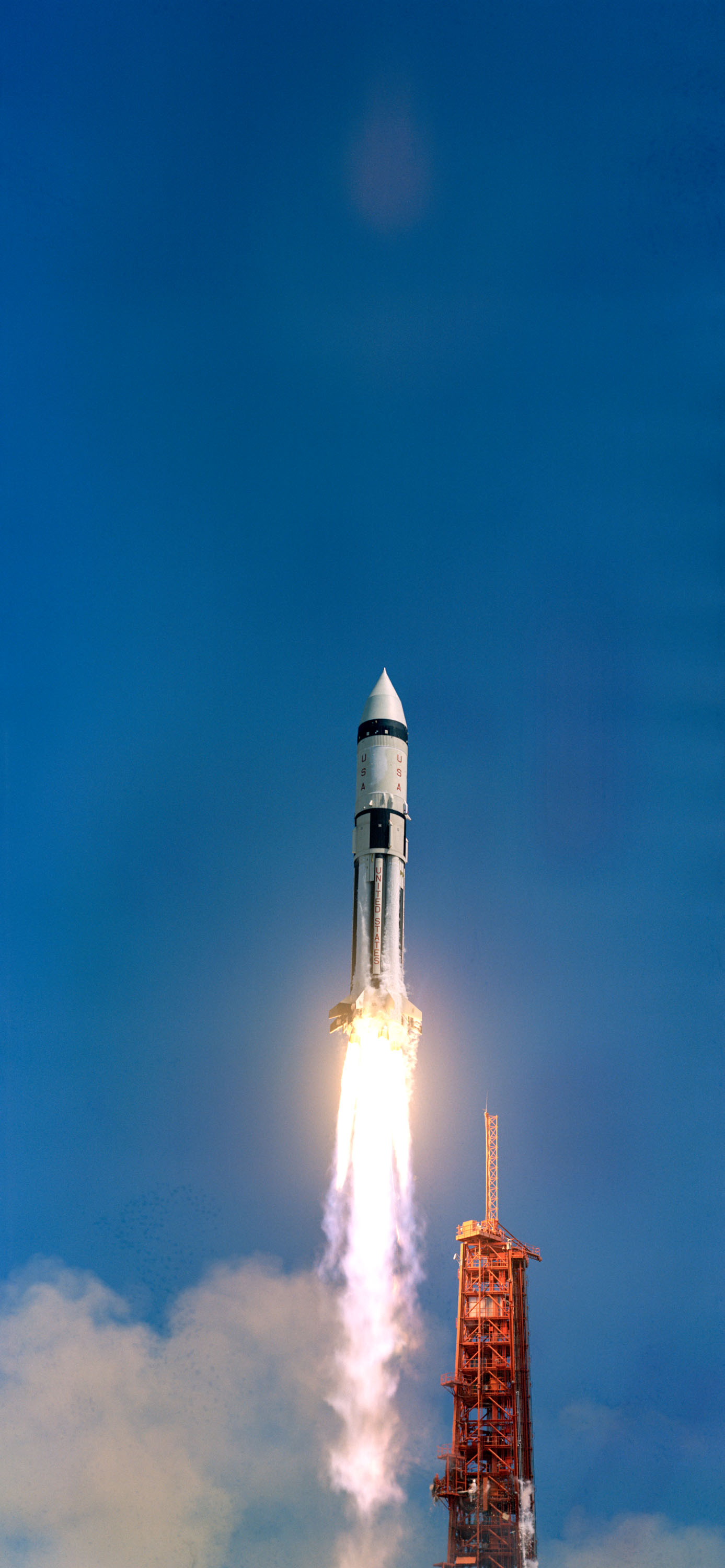
AS-203의 발사

AS-203은 SA-203이라고도 하며, 미국의 아폴로 계획에 의해 두 번째로 행해진 새턴 IVB 로켓의 발사 실험이다. 비공식적으로는 아폴로 3호로 불리기도 한다.

## 목적
AS-203의 주된 목적은, 제 2단 로켓 S-IVB의 탱크 내의 연료가 무중력 상태에 대해 어떠한 반응을 보이는지를 조사하는 것이었다. S-IVB는 지구 주회 궤도에서 달로 가는 궤도에 오를 때, 우주 공간에서 로켓을 재점화해야 하기 때문에, 액체 연료의 반응을 알아 두는 것은 반드시 필요한 것이었다. 그 때문에 탱크 내에는 83개의 센서와 2대의 텔레비전 카메라가 설치되어 있었다.
AS-203은 완전히 새턴 IB 로켓에만 관한 시험 비행이기 때문에, 아폴로 우주선은 탑재되어 있지 않았다. 또 S-IVB 상부에 로켓의 비행을 자동적으로 제어하는 자동제어장치를 탑재하는 것도 AS-203이 최초였다.

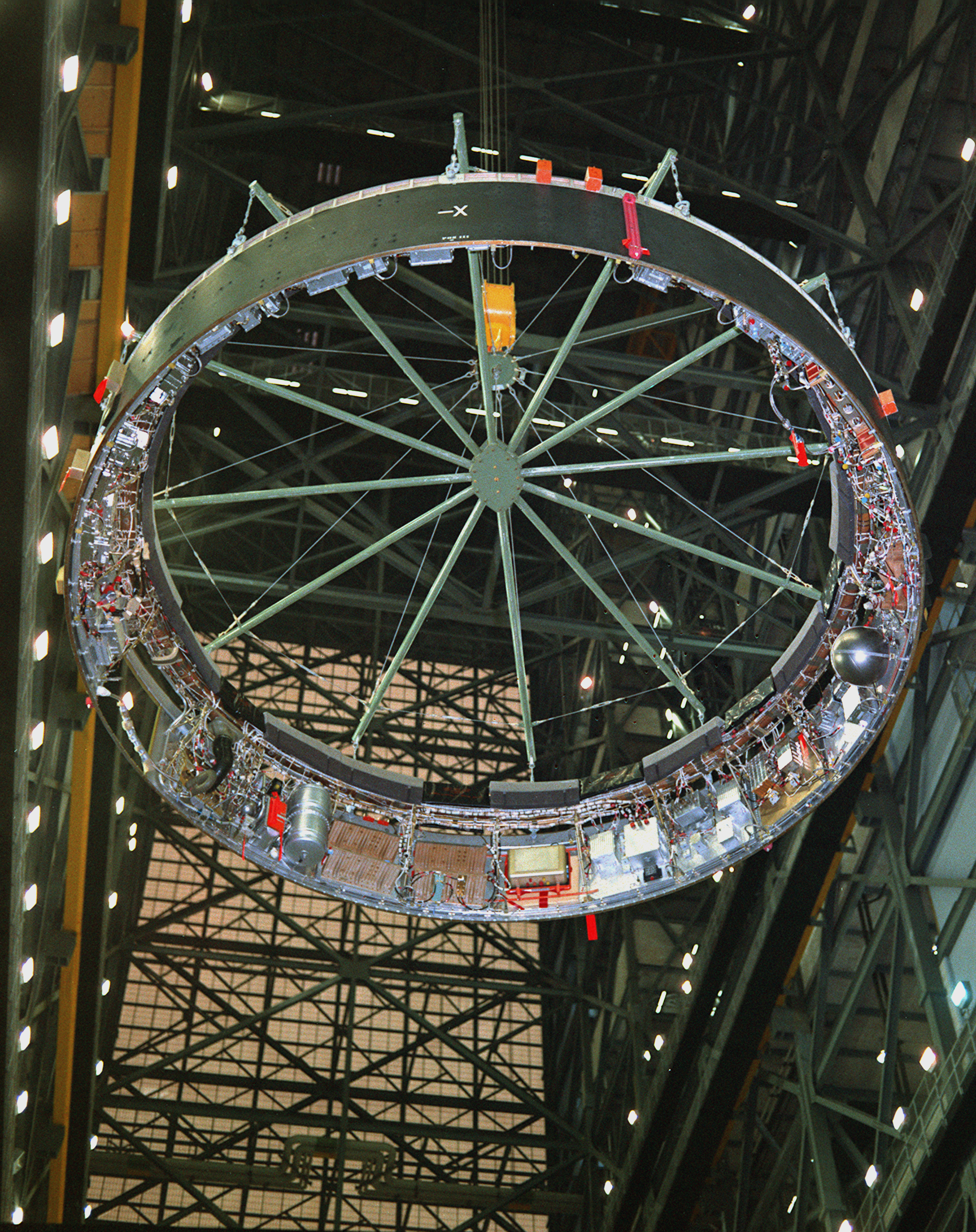
자동제어장치. 사진은 새턴 V 로켓의 것이다

## 준비
1966년 봄에, 본래는 예전에 비행할 예정이었던 AS-202의 사령·기계선의 준비가 늦었기 때문에, AS-203을 먼저 발사하는 것이 결정되었다. 제 2단 로켓 S-IVB는 1966년 4월 6일에 케이프 커내버럴에 도착했고, 제 1단 로켓은 그로부터 6일 후에, 자동제어장치는 그로부터 2일 후에 도착했다. 1966년 4월 19일부터 LC-37B 발사대에의 설치 작업이 시작되었지만, AS-201 때도 일어난 기반의 고장이 이번에도 발생했기 때문에 8,000개의 부품을 교체해야 되었다.

## 비행
1966년 7월 5일, AS-203은 예정대로 발사되어 고도 188 km 의 지구 주회 궤도에 올랐다. 탱크 내의 연료의 반응은 예상되었던 대로였고, 재점화는 문제 없이 행해졌다. 로켓은 그 후 4주에 걸쳐서 관측된 후, 구조적 한계를 조사하기 위해서 탱크 내의 압력을 자꾸 높였다. 탱크 내의 압력이 한계치를 넘은 순간, AS-203은 폭발해 작은 조각이 되었다. 모든 실험은 성공이었다.
1966년 9월에는, S-IVB를 제작한 더글러스 사는 "로켓의 준비는 완료되었으며, 언제라도 달에 갈 수 있다"라고 표명했다.